# Ostichthys kaianus
Ostichthys kaianus là một loài cá biển thuộc chi Ostichthys trong họ Cá sơn đá. Loài này được mô tả lần đầu tiên vào năm 1880.

## Từ nguyên
Tính từ định danh kaianus được đặt theo tên của quần đảo Kai (Indonesia), nơi mà mẫu định danh được thu thập.

## Phạm vi phân bố và môi trường sống
O. kaianus có phạm vi trải dài trên khu vực Ấn Độ Dương - Thái Bình Dương. Ở Ấn Độ Dương, O. kaianus được ghi nhận từ Réunion và Comoros, trải rộng về phía đông đến bờ biển Tây Úc; còn ở Thái Bình Dương, từ Indonesia, O. kaianus được phân bố trải dài về phía đông đến quần đảo Mariana và quần đảo Samoa, ngược lên phía bắc, băng qua Biển Đông đến quần đảo Ryukyu (Nam Nhật Bản), giới hạn phía nam đến biển Banda và quần đảo Loyauté (Nouvelle-Calédonie). O. kaianus cũng được ghi nhận tại vùng biển Việt Nam.
O. kaianus sống gần các hốc đá ở vùng nước khá sâu, được ghi nhận trong khoảng 182–640 m.

## Mô tả
Chiều dài cơ thể lớn nhất được ghi nhận ở O. kaianus là 36 cm. Toàn thân có màu đỏ; mỗi vảy cá có một vạch trắng ánh bạc tạo thành các hàng sọc trên thân.
Số gai ở vây lưng: 12; Số tia vây ở vây lưng: 13; Số gai ở vây hậu môn: 4; Số tia vây ở vây hậu môn: 11; Số tia vây ở vây ngực: 15–17; Số vảy đường bên: 28–30.